# L'Amiral Mauzun
L'Amiral Mauzun est un cheval de course trotteur français entraîné par Jean-Philippe Ducher pour son propriétaire-éleveur le Comte Paul de Senneville.

## Carrière de courses
Castré avant ses débuts en compétition, il fait ses débuts en province, courant seulement deux fois à Vincennes (pour autant de victoires) à 4 ans. Sa carrière prend une autre dimension sur le tard, à 6 ans, lorsqu'il s'impose pour la première fois au niveau groupe 2 dans le Prix de la Côte d'Azur à Cagnes-sur-Mer. Régulièrement associé à Jean-Michel Bazire, il met à profit son aptitude aux pistes plates et rapides et se lance dans une campagne européenne, qui lui vaudra de participer à toutes les plus belles courses du continent, dont l'Elitloppet, qu'il remporte en 2007. L'année suivante, il s'impose dans le challenge du Grand Circuit européen, fort de ses quatre victoires au niveau groupe 1. Avec 1 905 535 € de gains, il est le troisième hongre le plus riche de l'histoire des courses en France après Général du Lupin (2 489 916 €) et Aubrion du Gers.

## Palmarès
Europe
- Grand Circuit Européen (2008)

 Suède
- Elitloppet (Gr.1, 2007)
- Hugo Abergs Memorial (Gr.1, 2008)
- 2e Aby Stora Pris (Gr.1, 2008)

 Norvège
- Oslo Grand Prix (Gr.1, 2008)
- Forus Open (Gr.1, 2008)
- 2e Oslo Grand Prix (Gr.1, 2007)

 Finlande
- Kymi Grand Prix (Gr.1, 2008)

 Belgique
- Grand Prix de Wallonie (Gr.1, 2006)

 Pays-Bas
- Prix des Géants (Gr.1, 2006)

 France
- Prix de la Côte d'Azur (Gr.2, 2005)

 Autriche
- Racino Grand Prix (Gr.2, 2006)

 Russie
- 3e Finale de la Coupe du Monde de Trot (Gr.2, 2006)